# 44e régiment école de chars de la Garde
« 44e brigade de chars de la Garde » redirige ici. Pour les unités homonymes, voir 44e régiment et 44e brigade.
Le 44e régiment école de chars de la Garde (en russe : 44-й гвардейский учебный танковый полк) est une unité blindée de l'Armée de terre russe. Elle est créée pendant la Seconde Guerre mondiale comme 44e brigade de chars de la Garde (en russe : 44-я гвардейская танковая бригада) de l'Armée rouge soviétique.
Créée en janvier 1942 à partir de la 112e division de chars, la 112e brigade de chars devient en octobre 1943 une brigade de chars. Combattant au sein du 11e corps de chars de la Garde, la 44e brigade est décorée à de nombreuses reprises (titre honorifique Berditchevski, ordres de Lénine, du Drapeau rouge, de Souvorov, de Koutouzov, de Bogdan Khmelnitski, de l'Étoile rouge, de Sukhe Bator, ordre mongol du Drapeau rouge (en) et nommée en l'honneur de la Mongolie révolutionnaire). En 1945, la 11e corps devient la 11e division de chars de la Garde et la brigade devient le 44e régiment de chars de la Garde. Après la dislocation de l'Union soviétique, le régiment quitte sa division et rejoint le 467e centre d'entrainement de district de la Garde (en) dans l'oblast de Vladimir en Russie.

## Historique

### Seconde Guerre mondiale

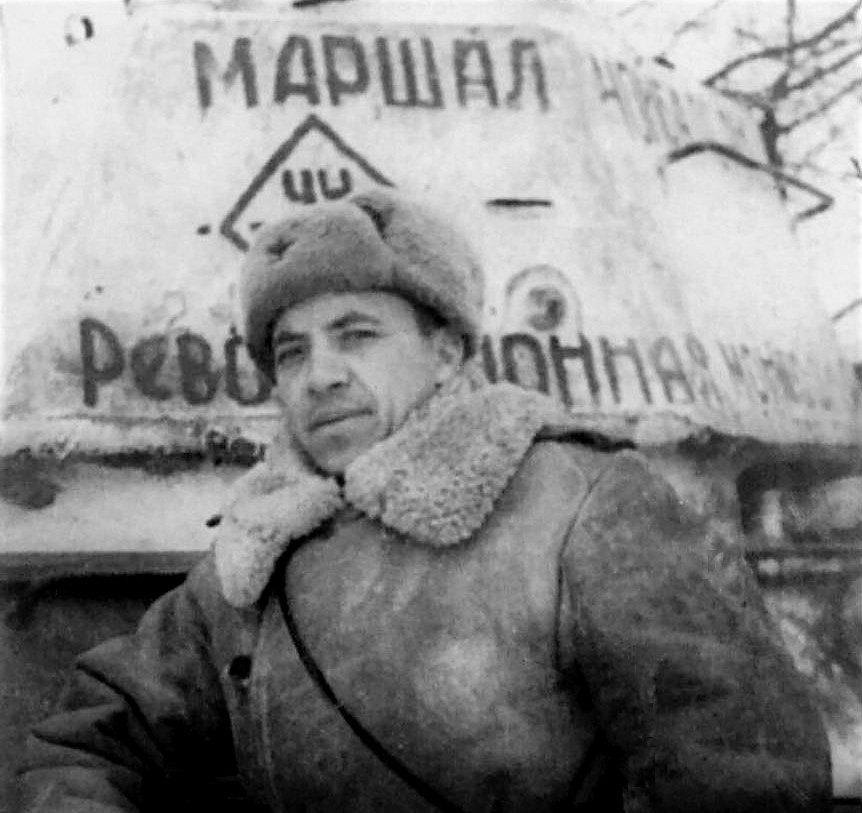
Le lieutenant-colonel de la de chars de la Garde devant un T-34 portant les titres Maréchal Choybalsan (en haut) et Mongolie révolutionnaire (en bas).

Le 23 octobre 1943, la 112e brigade de chars, rattachée au 6e corps de chars (ru) depuis mars, est transformée en 44e brigade de chars de la Garde tandis que le corps devient le 11e corps de chars de la Garde.
Héritant de l'ordre du Drapeau rouge reçu par la 112e brigade en 1942 et du titre « Mongolie révolutionnaire », la brigade est décorée de l'ordre mongol du Drapeau rouge (en) le 18 novembre 1943. La 44e brigade de chars de la Garde participe aux différentes opérations menées pas son corps de chars jusqu'à la fin de la guerre.

Insigne peint sur les tourelles des chars de la de chars de la Garde : deux rectangles superposés. Les deux autres brigades du 11e corps de chars, la 40e et la 45e de la Garde, portent respectivement un et trois rectangles.

Elle reçoit le titre honorifique Бердичевская, Berditchevskaïa, « de Berditchev » le 6 janvier 1944 en récompense pour la libération de cette ville ukrainienne. Elle est décorée de l'ordre de Bogdan Khmelnitski, 2e classe, le 8 avril 1944 après la libération de Tchernivtsi puis de l'ordre de l’Étoile rouge le 18 de ce mois après le succès de l'offensive vers les Carpates. Elle reçoit l'ordre de Lénine le 10 août 1944 pour la libération des villes polonaises de Przemyśl et de Jarosław. Elle est décorée le 5 avril 1945 de l'ordre de Souvorov, 2e classe, pour son rôle dans la réussite de l'invasion du Brandebourg puis de l'ordre de Koutouzov, 2e classe, le 26 avril pour la percée des défenses allemandes à l'est de Stargard et la prise de Berwalde, Tempelburg, Falkenburg, Dramburg, Wangerin, Labes, Freienwalde, Schivelbein, Regenwalde et Körlin.

### Guerre froide
Le 7 juillet 1945, la 44e brigade est réduite à la taille d'un régiment tandis que le 11e corps devient la 11e division de chars de la Garde. Le régiment s'installe à Königsbrück,.
Au début des années 1990, lors du retrait du groupement des forces armées soviétiques en Allemagne, le régiment quitte la 11e division et rejoint d'abord la 9e division de chars à Smolensk.

### Régiment russe
En 1992, le régiment fusionne avec le 9e régiment école de chars du 467e centre d'entrainement de district de la Garde installé à Kovrov dans l'oblast de Vladimir et prend le nom de 44e régiment école de chars de la Garde.
Au début des années 2000, le régiment compte 890 hommes, 65 chars T-80, 79 T-64, 17 T-72 et sept T-62, un blindé BMP-1, deux véhicules de transmission R-145BM, quatre véhicules chimiques RKhM-4 (ru), un poseur de pont MTU-55 et quatre poseurs de pont MTU-20,.
En 2015, le régiment déménage à Pakino (en), toujours dans l'oblast de Vladimir.